# Mitsos Stavrakakis
Mitsos Stavrakakis (griechisch Μήτσος Σταυρακάκης, * 1947 in Armanogia) ist ein griechischer Lyriker und Komponist.
Stavrakakis war in der Zeit der griechischen Militärdiktatur zwei Jahre in Haft und später in der Kommunalpolitik als Gemeinderat der damaligen Gemeinde Nikos Kazantzakis und der ländlichen Gewerkschaftsbewegung aktiv. Er veröffentlichte zwei Gedichtbände (Ήλιε μου κοσμογυρευτή, 1984 und Στη δίνη των ανέμων, 1999). Seine Gedichte wurden von namhaften Musikern komponiert und interpretiert, und er selbst komponierte eigene Texte für mehr als 20 Alben. In Zusammenarbeit mit Ross Daly entstand die Doppel-CD Echo der Zeit (Ηχώ του χρόνου). 